# Estancias jesuíticas

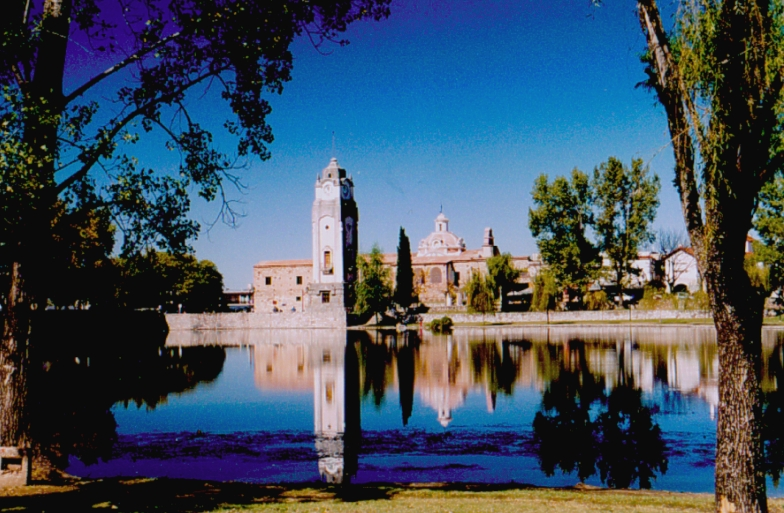
Vista de la Estancia de Alta Gracia.

Las Estancias Jesuíticas fueron antiguos establecimientos agropecuarios diseñados y administrados por los Padres de dicha orden, ubicados en la actual provincia de Córdoba, Argentina. Los conjuntos arquitectónicos de cada establecimiento, sumados a la Manzana Jesuítica de la ciudad de Córdoba, constituyeron la sede religioso-administrativa de la Provincia jesuítica del Paraguay. Fueron declarados Patrimonio de la Humanidad por Unesco en el año 2000.
Los jesuitas abrieron seis estancias en la provincia de Córdoba, llamadas Caroya, Jesús María, Santa Catalina, Alta Gracia, La Candelaria y San Ignacio.
Las granjas y el complejo, comenzados en 1615, fueron abandonadas por los jesuitas tras la Pragmática Sanción de 1767 del rey Carlos III de España que los expulsó del continente. Las administraron los franciscanos hasta el año 1853, cuando los jesuitas regresaron al continente americano. No obstante, la universidad y la escuela secundaria fueron nacionalizadas un año después.
Cada estancia tiene su propia iglesia y conjunto de edificios, alrededor de los cuales crecieron las ciudades como Alta Gracia, la más cercana a la Manzana Jesuítica. Los turistas pueden visitar la Manzana Jesuítica y las Estancias; el Camino de las Estancias Jesuíticas tiene alrededor de 250 kilómetros de largo.
La Estancia de San Ignacio ya no existe puesto que está literalmente reducida a escombros, razón por la cual no integra el área protegida como Patrimonio de la Humanidad por Unesco. 

## La Compañía de Jesús
Para fines delsiglo XVI la Compañia de Jesus se asentaba en la Ciudad de Córdoba, en la cuadra que el Cabildo había indicado y brindado al Padre Rector Juan Romero, el 20 de marzo de 1599.
En el solar se construyó el Noviciado, el Colegio Máximo, la Iglesia de la Compañía, la Capilla Doméstica y el Real Colegio Convictorio de Nuestra Señora de Monserrat. Dada la escasez de recursos para amparar sus obras, los jesuitas buscaron su propio sustento a través de estancias, las cuales se convertirían en establecimientos rurales con fines productivos dispuestos en distintos puntos de la provincia. Las estancias fueron seis: Caroya, Jesús María, Santa Catalina, Alta Gracia, La Candelaria y San Ignacio de la cual solo se resguardan algunos vestigios.
Desde 1607, la sede definitiva de la Provincia Jesuítica del Paraguay fue Córdoba, por consiguiente fue el centro donde se realizaban las actividades de la Compañía de Jesús, desde 1599 hasta 1767 cuando fueron expulsados por decreto del Rey Carlos III.  
- actividades en las estancias

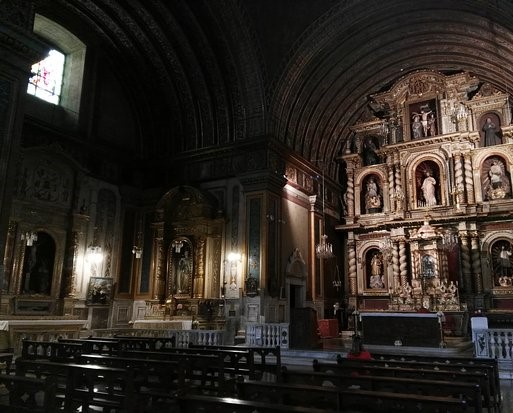
Interior iglesia Compañía de Jesús. Fue realizada como de quilla de barco invertida.

Las Estancias Jesuíticas eran establecimientos agroganaderos ubicados en la actual provincia de Córdoba, Argentina. Diseñados y administrados por los Padres de la Compañía de Jesús, estos complejos tenían diversas funciones:
1.Producción Agropecuaria
2.Sede Religioso-Administrativa
3.Evangelización y Educación
| Código  | Nombre                            | Año de inscripción | Coordenadas                                            |
| ------- | --------------------------------- | ------------------ | ------------------------------------------------------ |
| 995-001 | Manzana Jesuítica                 | 2000               | 31°25′05.32″S 64°11′13.76″O / -31.4181444, -64.1871556 |
| 995-002 | Estancia Jesuítica de Alta Gracia | 2000               | 31°39′27″S 64°26′05″O / -31.65750, -64.43472           |
| 995-003 | Estancia Jesuítica Jesús María    | 2000               | 30°58′13.61″S 64°05′51.21″O / -30.9704472, -64.0975583 |
| 995-004 | Estancia Jesuítica Santa Catalina | 2000               | 30°52′11.18″S 64°14′1.77″O / -30.8697722, -64.2338250  |
| 995-005 | Estancia Jesuítica Caroya         | 2000               | 30°59′17.18″S 64°06′22.30″O / -30.9881056, -64.1061944 |
| 995-006 | Estancia Jesuítica La Candelaria  | 2000               | 31°05′54.13″S 64°51′17.92″O / -31.0983694, -64.8549778 |